# Coelocorynus opacicauda
Coelocorynus opacicauda är en skalbaggsart som beskrevs av Gilbert John Arrow 1926. Coelocorynus opacicauda ingår i släktet Coelocorynus och familjen Cetoniidae. Inga underarter finns listade i Catalogue of Life.